# Tylostigma
Tylostigma é um género botânico pertencente à família das orquídeas (Orchidaceae).

## Espécies
1. Tylostigma filiforme H.Perrier, Notul. Syst. (Paris) 14: 138 (1951).
2. Tylostigma foliosum Schltr., Repert. Spec. Nov. Regni Veg. Beih. 33: 21 (1923).
3. Tylostigma herminioides Schltr., Repert. Spec. Nov. Regni Veg. Beih. 33: 21 (1924).
4. Tylostigma hildebrandtii (Ridl.) Schltr., Repert. Spec. Nov. Regni Veg. Beih. 33: 22 (1924).
5. Tylostigma madagascariense Schltr., Beih. Bot. Centralbl. 34(2): 298 (1916).
6. Tylostigma nigrescens Schltr., Beih. Bot. Centralbl. 34(2): 298 (1916).
7. Tylostigma perrieri Schltr., Beih. Bot. Centralbl. 34(2): 298 (1916).
8. Tylostigma tenellum Schltr., Repert. Spec. Nov. Regni Veg. Beih. 33: 23 (1924).